# Aeropuerto Internacional Don Mueang
El Aeropuerto Internacional Don Mueang (IATA: DMK, OACI: VTBD), también conocido Don Muang (en tailandés: ท่าอากาศยานดอนเมือง), es el segundo aeropuerto de la ciudad de Bangkok, así como de todo Tailandia en cuanto a cantidad anual de pasajeros. Está ubicado en el extremo norte de la ciudad, en el distrito Don Mueang.
Funciona desde 1914 y comenzó a operar comercialmente en 1924. En 2006 fue reemplazado por el aeropuerto de Suvarnabhumi y reabrió en 2007 para recibir vuelos de cabotaje e internacionales, en su mayoría de aerolíneas de bajo costo.
Es conocido también por tener entre sus dos pistas de aterrizaje un campo de golf de 18 hoyos, el Kantarat Golf Course (en tailandés, สนามกอล์ฟกานตรัตน์), el único en su tipo en el mundo. Inaugurado en 1956, fue construido por la Real Fuerza Aérea Tailandesa aunque también se encuentra abierto al público en general.

## Historia

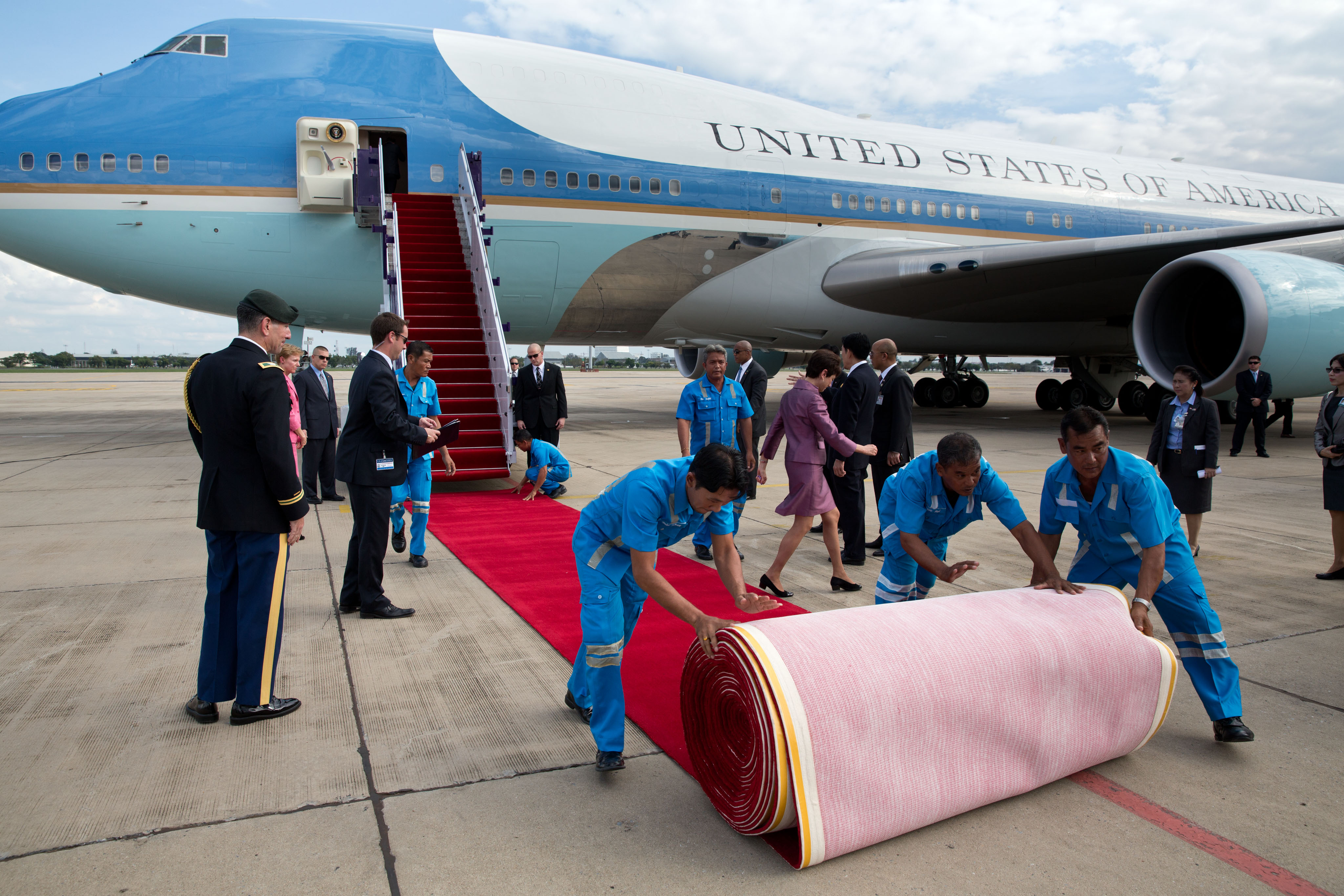
Arribo del Air Force One a Don Mueang en 2012.

El aeropuerto fue inaugurado oficialmente el 27 de marzo de 1914 como base de la Real Fuerza Aérea Tailandesa, si bien la pista había sido utilizada antes, y su primer vuelo comercial fue un avión de KLM, en 1924.
El nombre fue cambiado a Aeropuerto Internacional de Bangkok en 1955. Funcionó bajo supervisión de la Real Fuerza Aérea Tailandesa hasta que se constituyó la Autoridad Aeroportuaria de Tailandia (AAT), que se puso en funciones el 1º de julio de 1979. En 1988 se trasladaron los otros cuatro aeropuertos internacionales del país (los de Chiang Mai, Hat Yai, Phuket y Mae Fah Luang) a la órbita de la AAT, que el 30 de septiembre de 2002 se transformó en una compañía pública limitada, con el nombre de Aeropuertos de Tailandia Compañía Pública Limitada (AOT por sus siglas en inglés).
Don Mueang fue reemplazado el 28 de septiembre de 2006 por el Aeropuerto Internacional Suvarnabhumi, que heredó de Don Mueang el código IATA BBK. Don Muaeng (ya con el código DMK que lleva actualmente) reabrió el 25 de marzo de 2007 para recibir la mayoría de los vuelos de cabotaje así como servicios internacionales.
En 2013, el aeropuerto superó los 15 millones de pasajeros luego de que todo el grupo AirAsia (que comprende las aerolíneas AirAsia, Thai AirAsia e Indonesia AirAsia) dejara de operar en Suvarnabhumi y se trasladara a Don Mueang, a partir del 1º de octubre de 2012, en el inicio del año fiscal de AOT.

## Destinos

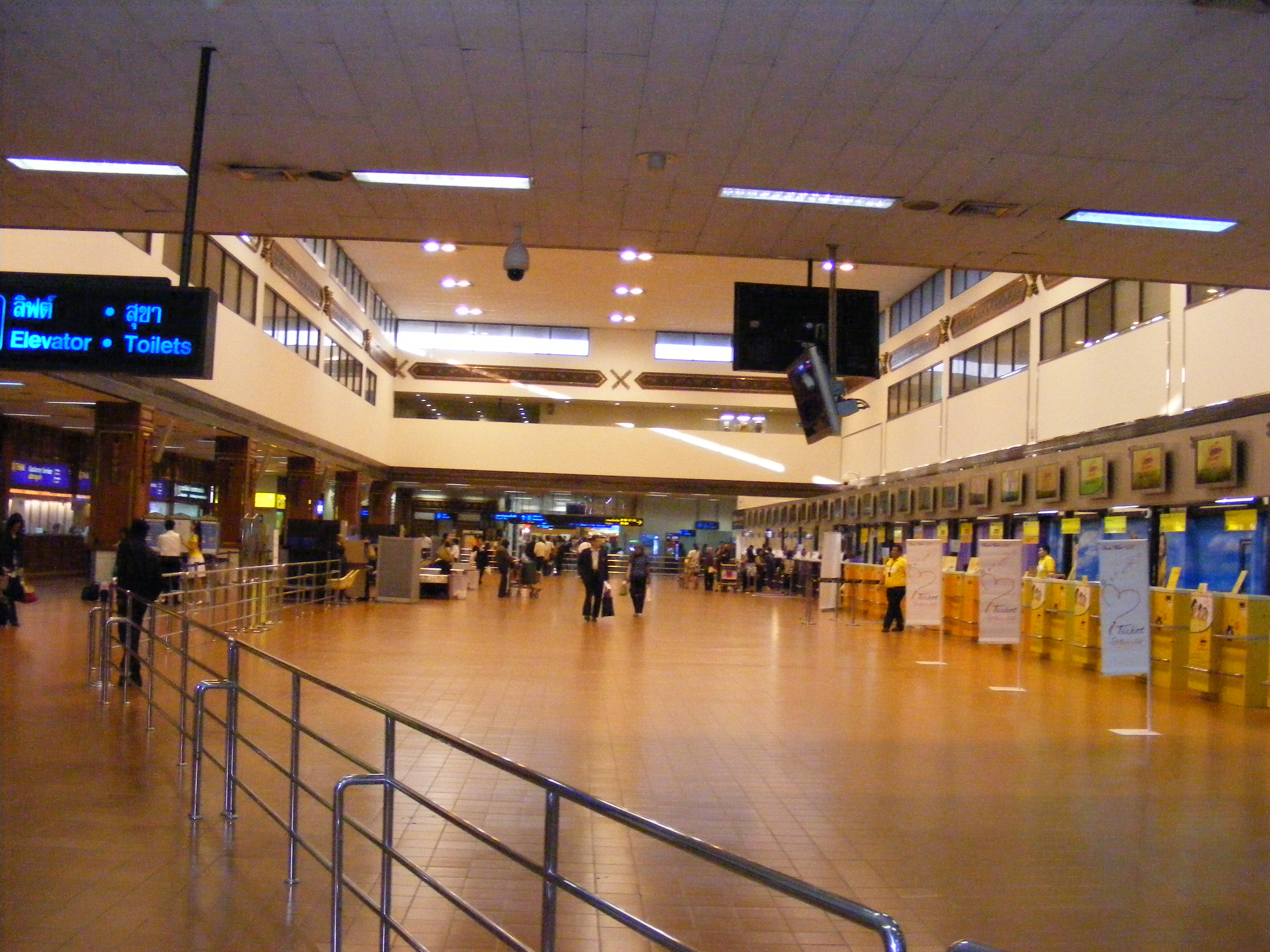
Check-in de la terminal doméstica.

Las aerolíneas Nok Air, City Airways, Orient Thai Airlines, R Airlines y todas las del grupo AirAsia operan regularmente en Don Mueang, con vuelos directos a 48 destinos, 25 de ellos en 8 países del exterior (mayo de 2014).

### Nacionales
| Aerolíneas                                              | Destinos                                 |
| ------------------------------------------------------- | ---------------------------------------- |
| Nok Air                                                 | Buri Ram, Buri Ram                       |
| AirAsia, Nok Air, R Airlines                            | Chiang Mai, Chiang Mai                   |
| AirAsia, Nok Air                                        | Chiang Rai, Chiang Rai                   |
| Nok Air                                                 | Chumphon, Chumphon                       |
| AirAsia, Nok Air                                        | Hat Yai, Songkhla                        |
| AirAsia                                                 | Khon Kaen, Khon Kaen                     |
| AirAsia, Nok Air                                        | Krabi, Krabi                             |
| Nok Air                                                 | Loei, Loei                               |
| Nok Air                                                 | Mae Sot, Tak                             |
| AirAsia, Nok Air                                        | Nakhon Phanom, Nakhon Phanom             |
| Nok Air                                                 | Nakhon Si Thammarat, Nakhon Si Thammarat |
| Nok Air                                                 | Nan, Nan                                 |
| AirAsia                                                 | Narathiwat, Narathiwat                   |
| AirAsia, Nok Air                                        | Phitsanulok, Phitsanulok                 |
| Nok Air                                                 | Phrae, Phrae                             |
| AirAsia, City Airways, Nok Air, Orient Thai, R Airlines | Phuket, Phuket                           |
| Nok Air                                                 | Ranong, Ranong                           |
| Nok Air                                                 | Roi Et, Roi Et                           |
| Nok Air                                                 | Sakon Nakhon, Sakon Nakhon               |
| AirAsia, Nok Air                                        | Surat Thani, Surat Thani                 |
| AirAsia, Nok Air                                        | Trang, Trang                             |
| AirAsia, Nok Air                                        | Ubon Ratchathani, Ubon Ratchathani       |
| AirAsia, Nok Air                                        | Udon Thani, Udon Thani                   |

### Internacionales
| Aerolíneas            | País      | Ciudad       |
| --------------------- | --------- | ------------ |
| AirAsia               | Birmania  | Mandalay     |
| AirAsia, Nok Air      | Birmania  | Rangún       |
| AirAsia               | Camboya   | Nom Pen      |
| AirAsia               | Camboya   | Siem Riep    |
| AirAsia               | China     | Changsha     |
| AirAsia               | China     | Chongqing    |
| AirAsia               | China     | Cantón       |
| AirAsia               | China     | Hangzhou     |
| AirAsia, City Airways | China     | Hong Kong    |
| AirAsia               | China     | Kunming      |
| AirAsia               | China     | Macao        |
| City Airways          | China     | Nankín       |
| AirAsia               | China     | Shenzhen     |
| AirAsia               | China     | Wuhan        |
| AirAsia               | China     | Xi'an        |
| AirAsia               | India     | Chennai      |
| AirAsia               | Indonesia | Bali         |
| AirAsia               | Indonesia | Medan        |
| AirAsia               | Indonesia | Surabaya     |
| AirAsia               | Indonesia | Yakarta      |
| AirAsia               | Malasia   | Kuala Lumpur |
| AirAsia               | Malasia   | Penang       |
| AirAsia               | Singapur  | Singapur     |
| AirAsia               | Vietnam   | Hanói        |
| AirAsia, Nok Air      | Vietnam   | Hồ Chí Minh  |
| Maldivian Airlines    | Maldivas  | Malé         |

## Movimiento de pasajeros

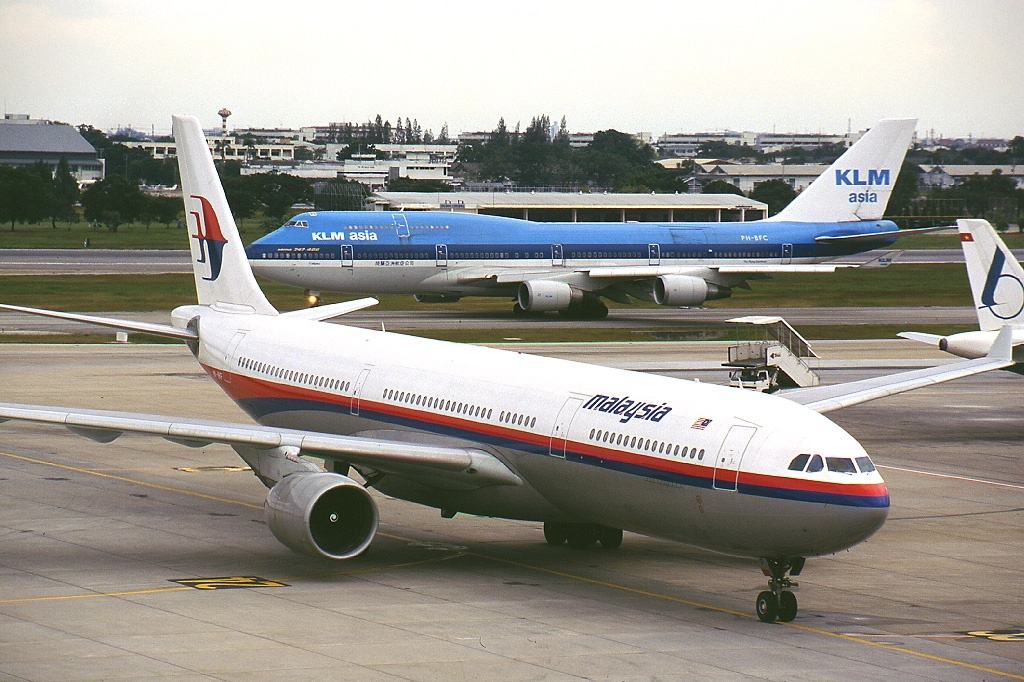
Un Airbus A330-322 de Malaysia Airlines en Don Mueang.

El aeropuerto Don Mueang registró un total de 5.983.141 pasajeros en 2012, con un aumento interanual del 74.69%, un crecimiento que obedece a la recuperación luego de las grandes inundaciones que afectaron a la terminal aérea el año anterior y la relocalización de los servicios de la aerolínea AirAsia a Don Mueang (que comenzó en octubre de 2012) para descongestionar el aeropuerto Suvarnabhumi.
El número de pasajeros y de vuelos creció significativamente en 2013 con el traslado a Don Mueang del resto de las aerolíneas del grupo AirAsia, que hasta el 30 de septiembre de 2013 operaban en el aeropuerto Suvarnabhumi. Este año Don Mueang registró el 18,07% de la cantidad de pasajeros de los aeropuertos internacionales del país (operados por el consorcio estatal Aeropuertos de Tailandia), solamente por debajo de Suvarnabhumi (con el 59,09%).
| Año  | Cantidad de pasajeros | Cantidad de vuelos | Transporte de carga (toneladas) |
| ---- | --------------------- | ------------------ | ------------------------------- |
| 2009 | 2.466.997             | 30.180             | 10.242                          |
| 2010 | 2.999.867             | 36.053             | 7.448                           |
| 2011 | 3.424.915             | 40.940             | 5.434                           |
| 2012 | 5.983.141             | 65.120             | 7.260                           |
| 2013 | 15.562.753            | 135.988            | 17.338                          |

## Accesibilidad
El aeropuerto Don Mueang está conectado con el resto de la ciudad de Bangkok a través de ómnibus, trenes, taxis y el servicio de alquiler de automóviles.

### Tren
La estación ferroviaria Don Mueang, ubicada a 500 metros del aeropuerto, conecta con la estación Hua Lampong, por lo que permite alcanzar todas las regiones del país.

### Ómnibus
El Ómnibus Especial A1 cubre el trayecto entre el aeropuerto Don Mueang, la estación de Metro Aéreo (BTS) Mo Chit, la estación de Metro (MRT) Chatuchak y la Estación de Ómnibus Mo Chit. La línea A2 también sale de Don Mueang y pasa por las estaciones BTS Mo Chit y MRT Chatuchak, para terminar en Victory Monument.

También hay una línea especial de ómnibus operada por Aeropuertos de Tailandia (sólo para pasajeros) que liga gratuitamente ambos aeropuertos de Bangkok y funciona entre las 5 y las 0.
Las líneas de ómnibus regulares desde y hacia el aeropuerto Don Mueang alcanzan varias zonas de la ciudad.

## Accidentes e incidentes
- 6 de diciembre de 1931: un Fokker F.VIIb de KLM intentó despegar de Don Mueang con la escotilla de la cabina del techo sin cerrar y se estrelló, resultando 6 personas muertas.[19]
- 18 de marzo de 1938: un Curtiss Hawk (presumiblemente modelo II o III) de Siamese AF se estrelló en Don Mueang mientras entrenaba para un espectáculo aéreo. No hay reportes de víctimas fatales.[19]
- 9 de abril de 1945: durante la Segunda Guerra Mundial, un P-51 Mustang que había despegado de Cox's Bazar en una misión junto a otras dos aeronaves, fue derribado al oeste del aeropuerto Don Mueang. El piloto logró eyectarse y sobrevivió al accidente.[19][20]
- 19 de octubre de 1945: un motor de un Douglas C-47A-1-DK Dakota C.3 de la Real Fuerza Aérea tailandesa falló en el despegue, pegó con la panza sobre el pavimento y salió de pista en un terreno pantanoso. No hubo víctimas fatales.[21]
- 23 de marzo de 1952: un Lockheed L-749A de KLM tuvo una avería en una de sus cuatro hélices durante la aproximación y se produjo un incendio en el motor. Sin embargo, aterrizó a salvo y, aunque el avión quedó totalmente destruido, los diez miembros de la tripulación y los 34 pasajeros resultaron ilesos.[19][22]
- 22 de julio de 1954: dos Grumman F8F Bearcat de las Fuerzas Aéreas tailandesas colisionaron en el aire durante una demostración acrobática, a 6 kilómetros del aeropuerto. Uno de los pilotos se eyectó y el otro murió.[19]
- 11 de octubre de 1954: uno de los motores de un Douglas C-47 de las Fuerzas Aéreas falló poco después del despegue y se estrelló a 500 metros de la pista, cuando intentaba regresar para hacer un aterrizaje de emergencia. Hubo 4 víctimas fatales (incluyendo ambos pilotos) y 14 heridos.[19]
- 21 de enero de 1968: una aeronave Caravelle III de Thai International aterrizó a salvo en Don Mueang tras recibir un golpe en un ala de un Beechcraft Queen Air A-80 de la Armada tailandesa durante una formación cerrada sobre el distrito Damnoensaduak, en la provincia de Ratchaburi. El Queen Air recibió daños en una hélice y se estrelló, ocasionando la muerte de los seis ocupantes.[19]
- 25 de diciembre de 1976: el vuelo 864 de EgyptAir estaba en fase de aproximación al aeropuerto, era operado por un Boeing 707-366C. El avión se estrelló contra una fábrica dos kilómetros antes de alcanzar la pista 21L. Murieron los 52 ocupantes del avión y 19 personas en tierra.[23]
- 21 de junio de 1977: un Douglas C-47 Skytrain de la Armada tailandesa se estrelló en el despegue y embistió un Fairchild C-123 Provider de la Fuerza Aérea, al que le arrancó un ala. Murieron 5 personas y 7 resultaron seriamente heridas.[19]
- 27 de abril de 1980: un Hawker Siddeley HS-748-207 Srs. 2 de Thai Airways se aproximaba a la pista 21R a una altitud de 1.500 pies cuando quedó atrapado en una tormenta eléctrica. Una corriente descendente lo empujó contra tierra y, tras el impacto, se deslizó unos 150 metros y colapsó. Fallecieron 44 de los 53 ocupantes, incluidos los cuatro integrantes de la tripulación.[24]
- 28 de marzo de 1981: el vuelo 206 de Garuda Indonesia Airways fue secuestrado tras despegar de Indonesia por un grupo extremista islámico armado denominado Komando Jihad. El avión McDonnell Douglas DC-9-32 que había partido del aeropuerto de Yakarta se abasteció de combustible en el aeropuerto malasio de Penang y aterrizó en Don Mueang, donde los secuestradores exigieron la liberación en Indonesia de 84 presos, dinero y un avión para escapar. Un grupo comando de la Real Fuerza Aérea de Tailandia y la unidad de operaciones especiales del Ejército de Indonesia Kopassus realizaron tres días después el rescate, en el que murieron cuatro de los cinco secuestradores y un soldado indonesio, mientras que el piloto de la aeronave había sido asesinado por los atacantes. El líder del grupo terrorista fue detenido, encarcelado y condenado a muerte en Yakarta.[25][26]
- 30 de junio de 1982: un Boeing 747-243B de Alitalia fue secuestrado en vuelo con 260 personas a bordo, después de hacer una escala en Nueva Delhi. El secuestrador era un srilanqués que demandaba reunirse con su mujer y su hijo, que se encontraban en Italia, así como un rescate de 300.000 dólares. Aseguraba tener seis cómplices en el vuelo y amenazaba con volar la aeronave, que finalmente aterrizó en Bangkok. 143 pasajeros fueron liberados y 2 escaparon saltando del avión, hasta que la mujer y el hijo llegaron de Italia y dejó ir al resto de las personas secuestradas. Tras un arreglo con las autoridades, el 1º de julio partió en un vuelo a Colombo con su familia y el dinero del rescate, pero fue detenido dos días después.[27][28]
- 9 de septiembre de 1988: el vuelo 831 de Vietnam Airlines, operado por un Tupolev 134A, se encontró con una tormenta eléctrica antes de llegar a Bangkok y descendió por debajo de la altitud mínima. Se estrelló 6 kilómetros al norte de Don Mueang y murieron 76 de los 90 ocupantes.[29]
- 3 de marzo de 2001: un Boeing 737-400 de Thai Airways que estaba siendo acondicionado en un hangar para un vuelo a Chiang Mai sufrió una explosión en un tanque, posiblemente por la presencia de virutas metálicas y una mezcla de aire y combustible. Un tripulante murió y seis personas recibieron heridas graves.[30]
- 15 de julio de 2005: un ala de un Boeing 717 de Bangkok Airways estacionado en pista fue atropellada y dañada por un camión.[19]
- 5 de febrero de 2006: tras sufrir problemas de motor en el vuelo DD7506 hacia Phuket, un Boeing 737-400 de Nok Air regresó a Don Mueang, desde donde había despegado. Al aterrizar salió de pista de manera deliberada.[19]
- 25 de octubre de 2011: un Beechcraft Beechjet 400A del Centro de Entrenamiento de Aviación Civil fue alcanzado por las inundaciones en el aeropuerto Don Mueang, quedando severamente dañado.[31]

### Vuelos originados en Don Mueang
- 13 de febrero de 1953: un avión de reconocimiento Mosquito PR.34 despegó de Don Mueang pero regresó veinte minutos después envuelto en llamas y, tras volar de manera errática, se precipitó a tierra en Bang Khae, al sudoeste del aeropuerto. Dos personas resultaron muertas.[19]
- 12 de octubre de 1953: tras despegar de Don Mueang en vuelo de práctica, un Grumman F8F Bearcat de las Fuerzas Aéreas de Tailandia se estrelló contra una casa y un templo budista en la provincia de Ratchaburi. Murieron el piloto y una persona en tierra.[19]
- 7 de julio de 1965: seis minutos después de despegar, un F-86L Sabre de la Real Fuerza Aérea Tailandesa se estrelló en el río Chao Phraya, en el distrito Pak Kret de la provincia de Nonthaburi. El piloto se eyectó y la aeronave no fue recuperada.[19]
- 10 de noviembre de 1990: cuatro estudiantes birmanos que pedían la restauración de la democracia en Myanmar secuestraron un Airbus A320 que despegó con 240 pasajeros de Don Mueang rumbo a Rangún. El vuelo fue desviado a Calcuta, donde los secuestradores se entregaron tras las negociaciones.[32][33]
- 21 de noviembre de 1990: el vuelo 125 de Bangkok Airways despegó de Don Mueang a las 16:58 y cerca de 75 minutos después se estrelló en los alrededores del aeropuerto de Koh Samui en medio de una tormenta que dificultó las maniobras de aproximación. Murieron los 33 pasajeros y los 5 tripulantes.[34]
- 31 de julio de 1992: el vuelo 311 de Thai Airways International se estrelló en cercanías del aeropuerto Internacional de Katmandú tras haber partido de Don Mueang. Las 133 personas a bordo fallecieron en el accidente.[35]
- 16 de septiembre de 2007: el vuelo 269 de One-Two-GO Airlines se estrelló cuando intentaba aterrizar en Phuket; murieron 89 personas y 41 sobrevivieron.[19]